# الدوري الشمالي لكرة القدم 1902–03
الدوري الشمالي لكرة القدم 1902–03 (بالإنجليزية: 1902–03 Northern Football League)‏ هو موسم من الدوري الشمالي لكرة القدم ‏. فاز فيه نيوكاسل يونايتد.